# Papilio phorbanta
Papilio phorbanta is een vlinder uit de familie van de pages (Papilionidae). De wetenschappelijke naam van de soort is voor het eerst geldig gepubliceerd in 1771 door Carl Linnaeus.